# いかチャンポン
いかチャンポン（오징어짬뽕）は、農心で製造されているインスタントラーメンである。

## 概要
1992年7月に登場した、いか、海老のスープに肉の旨みを調和させた海鮮チャンポンである。
かやくには、いかとキャベツ、ワカメ、キノコが入っており、2005年1月より、カップ麺タイプの商品も販売されている。